# Knock, knock who's there?
Knock, knock who's there is een liedje geschreven door John Carter en Geoff Stevens. Het was het liedje dat in A Song for Europe als winnaar uit de bus kwam. A Song for Europe was de benaming voor de Britse voorronden voor het Eurovisiesongfestival 1970. Hopkin zong in die voorronden zes liedjes, waarvan dit de laatste was. De stemming ging nog niet per telefoon, maar per post. Knock, knock who's there kreeg daarbij 120.000 stemmen op het programma van de BBC.
Het liedje kreeg een goede ontvangst tijdens het Eurosongfestival, dat dat jaar in Amsterdam werd gehouden. Willy Dobbe kondigde Hopkin aan nadat Guy Bonnet namens Frankrijk Marie-Blanche had gezongen. Na Hopkin was het de beurt aan David Alexandre Winter met zijn Je suis tombe du ciel. Hopkin zou uiteindelijk als tweede eindigen. Dana won met All kinds of everything.
Thema van het liedje is het plotseling vinden van liefde, als je het niet meer verwacht.
Er verschenen in de volgende jaren een aantal covers waarvan die van Liv Maessen succes had in Australië. Ze haalde daar de tweede plaats. Ook Edina Pop (Komm, Komm zu mir) en een zangeres uit Hong Kong Sum Sum namen het op. Willeke Alberti zorgde voor een Nederlandstalige versie: Klop klop hallo op Philips Records. De B-kant werd gevormd door Duizend dingetjes, de vertaling van All kinds of everything.

## Hitnotering
Veertien dagen nadat Hopkin het in Amsterdam gezongen had, haalde het de tweede plaats in de Top 50 van het Verenigd Koninkrijk. Ze werd van de nummer 1-positie afgehouden door Simon & Garfunkels single Bridge over Troubled Water. Het plaatje zou veertien weken in de Britse lijst staan.

### Nederlandse Top 40
| Positie: | 23 | 6 | 3 | 3 | 5 | 6 | 11 | 18 | uit |

### VoorloperDaverende 30
| Positie: | 29 | 7 | 3 | 4 | 6 | 9 | 9 | 18 | 27 | uit |

### BelgischeBRT Top 30
NB: Deze hitparade werd voor het eerst samengesteld op 2-5-1970.
| Positie: | 4 | 8 | 9 | 15 | 21 | uit |

### Voorlopers VlaamseUltratop 30
| Positie: | 10 | 4 | 3 | 6 | 6 | 12 | 17 | uit |

### NPO Radio 2 Top 2000
Knock, knock who's there? stond alleen in 1999 in de NPO Radio 2 Top 2000, op plek 1974.